# جیسون داو (مجری تلویزیونی)
جیسون داو (به انگلیسی: Jason Dawe) یک خبرنگار، و مجری تلویزیون اهل بریتانیا است. او در سری نخست برنامه تخت گاز که از سال ۲۰۰۲ پخش آن آغاز شد، به عنوان مجری در کنار جرمی کلارکسون و ریچارد هموند حضور داشت و پس از آن جیمز می جایگزین او شد. داو در روزنامه ساندی تایمز نیز ستون‌های دربارهٔ خودرو می‌نویسد.